# Boromejští
Boromejští (italsky Borromeo) jsou starobylý a významný šlechtický rod, sídlící v severní Itálii, v Lombardii.

Knížecí erb rodu Boromejských s heslem „humylitas“ (pokora)

## Rodové dějiny

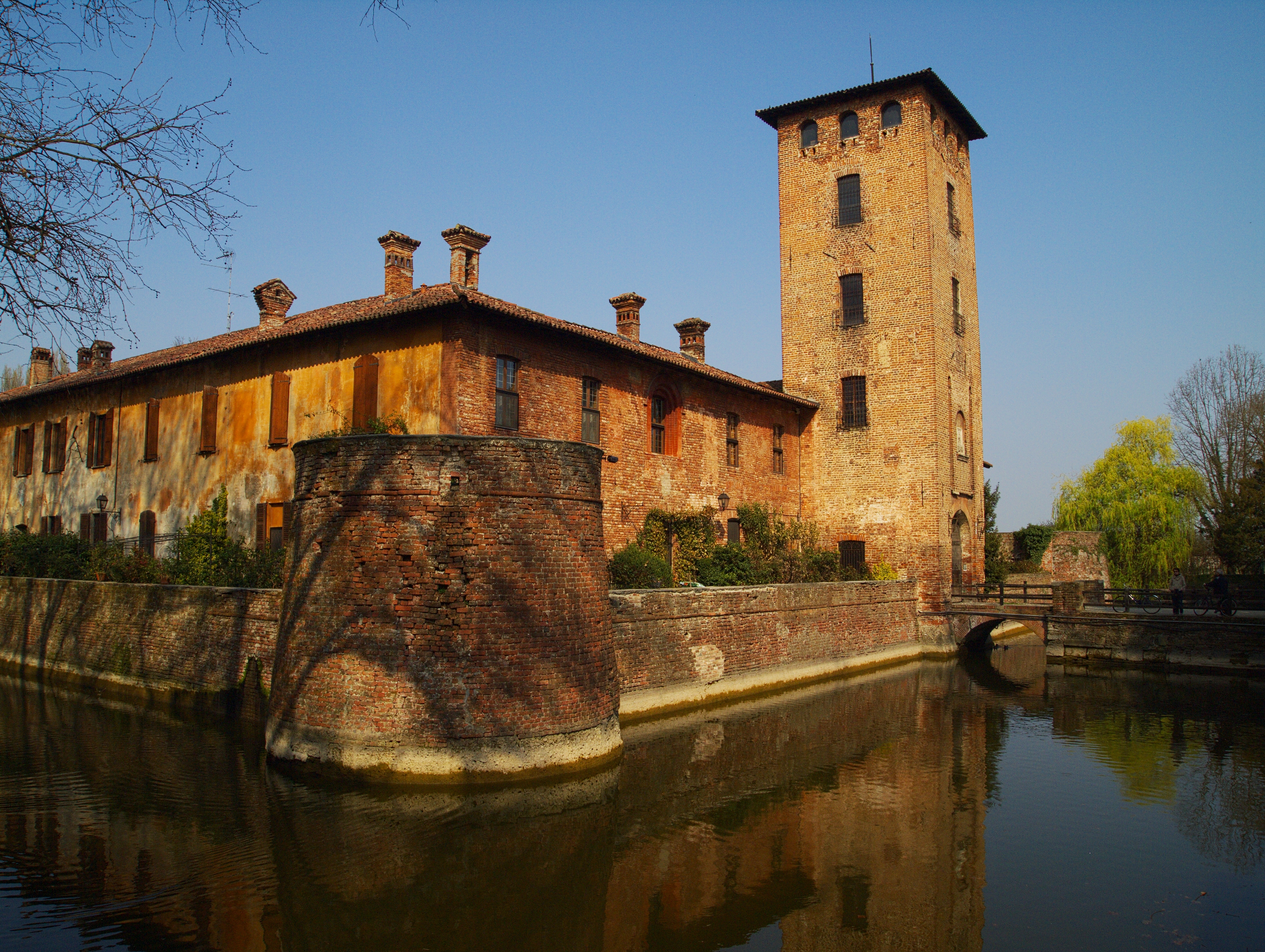
hrad Peschiera Borromeo

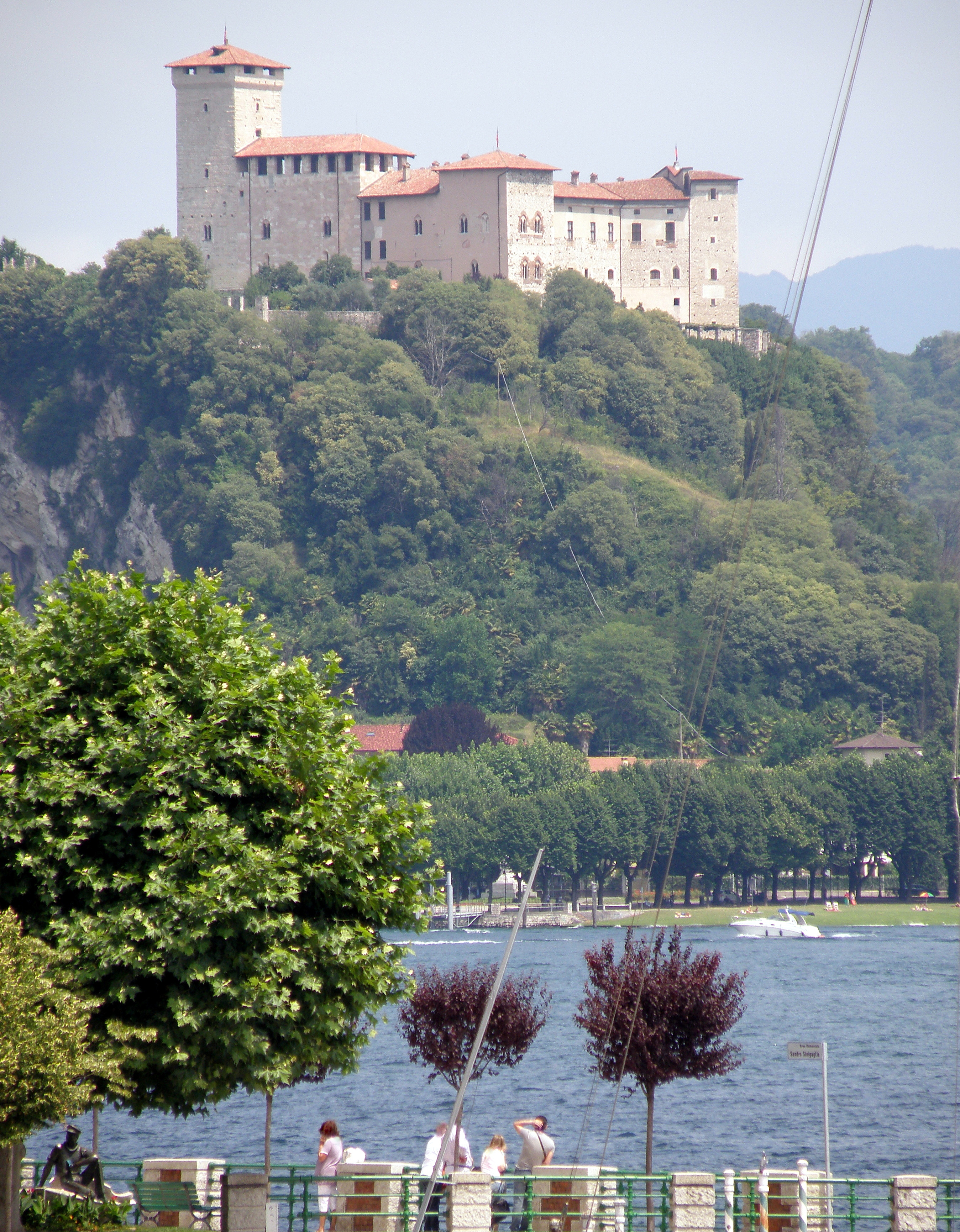
Hrad Rocca di Angera

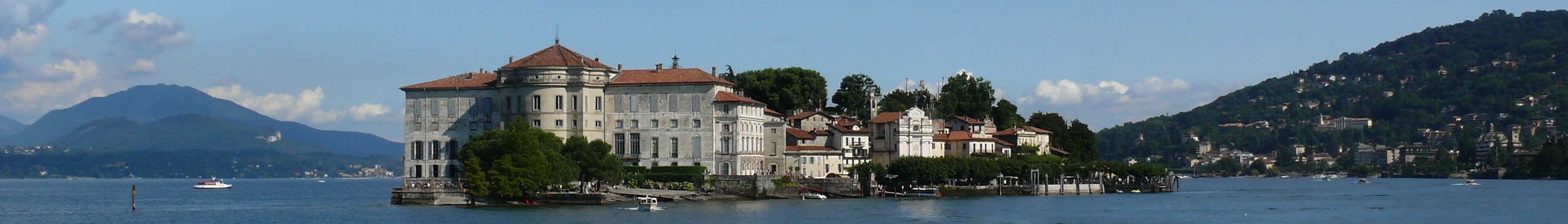
Největší z Boromejských ostrovů, Isola Bella s hlavním palácem Boromejských a kryptou

Původ rodu bývá kladen do okolí Říma, odkud tito měšťané koncem 13. století přesídlili do toskánského městečka San Miniato u Pisy, kde se vypracovali mezi bohaté kupce a ohledem na svůj římský původ užívali příjmení "Buon Romei", brzy zjednodušené na "Borromei". V období mocenských sporů guelfů s ghibelliny tam jako první osobnost proslul Filippo, který roku 1367 za podpory císaře Karla IV. a pozdějšího milánského vévody Giana Galeazza Viscontiho vedl povstalé ghibelliny ze San Miniata proti florentským guelfům. V roce 1370 byl Florenťany zajat a popraven. jeho manželka s pěti dětmi uprchla do Milána. Z nich synové Borromeo a Giovanni v Miláně založili banku, další členové rodiny vedli její pobočky banky v Benátkách a Florencii; zbudovali si v Miláně palác. Díky spojenectví a brzy i příbuzenskému vztahu k Viscontiům, vládnoucímu rodu Milánského vévodství, se rychle domohli bohatství i společenského postavení.
V roce 1406 Boromejští v mužské linii vymřeli, avšak po předchozím sňatku rodové dědičky s příslušníkem rodu Vitalianiů a adopci jejího syna posledním pánem z rodu Boromejských vznikl nástupnický rod užívající totéž jméno. Ten pokračoval ve velmi úspěšných bankovních obchodech a v roce 1445 získal titul hraběte z Arony, vybudoval si tam první hrad, hlavním sídlem hrad Rocca di Angera na protější skále nad jezerem Lago Maggiore. Vitaliano Borromeo (†1449) zbudoval nedaleko Milána hrad Peschiera (nyní součást Milána).
V roce 1896 získala hlava rodu navíc titul markýze di Angera a od roku 1916 titul knížete se stejným přídomkem. Ostatní Boromejští mají titul hrabat z Arony.
Do rodu Boromejských náleželo sedm kardinálů římskokatolické církve.

## Významné osobnosti
- Filippo Borromeo († 1367), vůdce ghibellinů, spojenec císaře Karla IV.
- svatý Karel Boromejský (Carlo Borromeo; 1538–1584), arcibiskup milánský a kardinál
- Federico Borromeo (1564–1631), italský kardinál a arcibiskup v Miláně
- Andrea Borromeo (1615–1683), mnich řádu theatinů
- Vitaliano VI. Borromeo (1620–1690), státník a vojevůdce
- Giberto V. Borromeo Arese (1751–1837)
- Giberto VII. Borromeo Arese (1859–1941), kníže a markýz di Angera, senátor Italského království
- Agostino Borromeo (1944–2024), vatikánský historik a univerzitní profesor, představitel Řádu Božího hrobu

## Rodový majetek
Rodový majetek v současnosti zahrnuje Borromejské ostrovy na jezeře Lago Maggiore v Lombardii včetně paláců na ostrovech Isola Bella a Isola Madre a několik dalších hradů a zámků s parky.

## Řád Milosrdných sester svatého Karla Boromejského
Kongregace Milosrdných sester svatého Karla Boromejského (Sorores Misericordiae Sancti Caroli Borromei; SMCB) byla založena v roce 1652 ve francouzském městě Nancy. Zakladatel řádu Emmanuel Chauvenel tak splnil přání svého syna, který zemřel ve věku 31 let. Svůj název však obdržel na památku milánského arcibiskupa a kardinála tohoto jména. Tento ženský řád pečuje o nemocné, chudé a lidi v obtížných životních situacích. Je činný také v České republice. Jeho příslušnice jsou označovány jako boromejky nebo sestry boromejky.

## Galerie

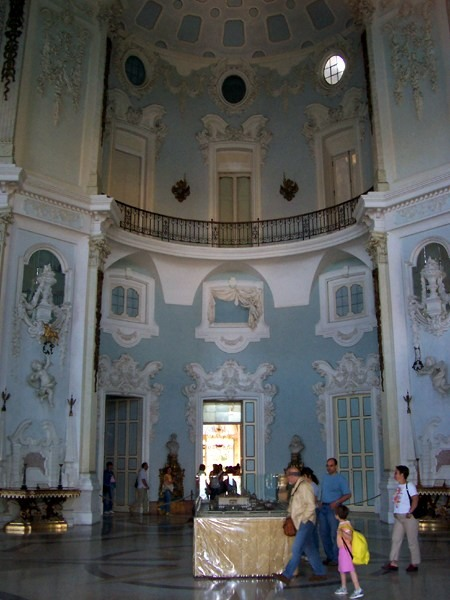
Interiér paláce Borromeo na ostrově Isola Bella
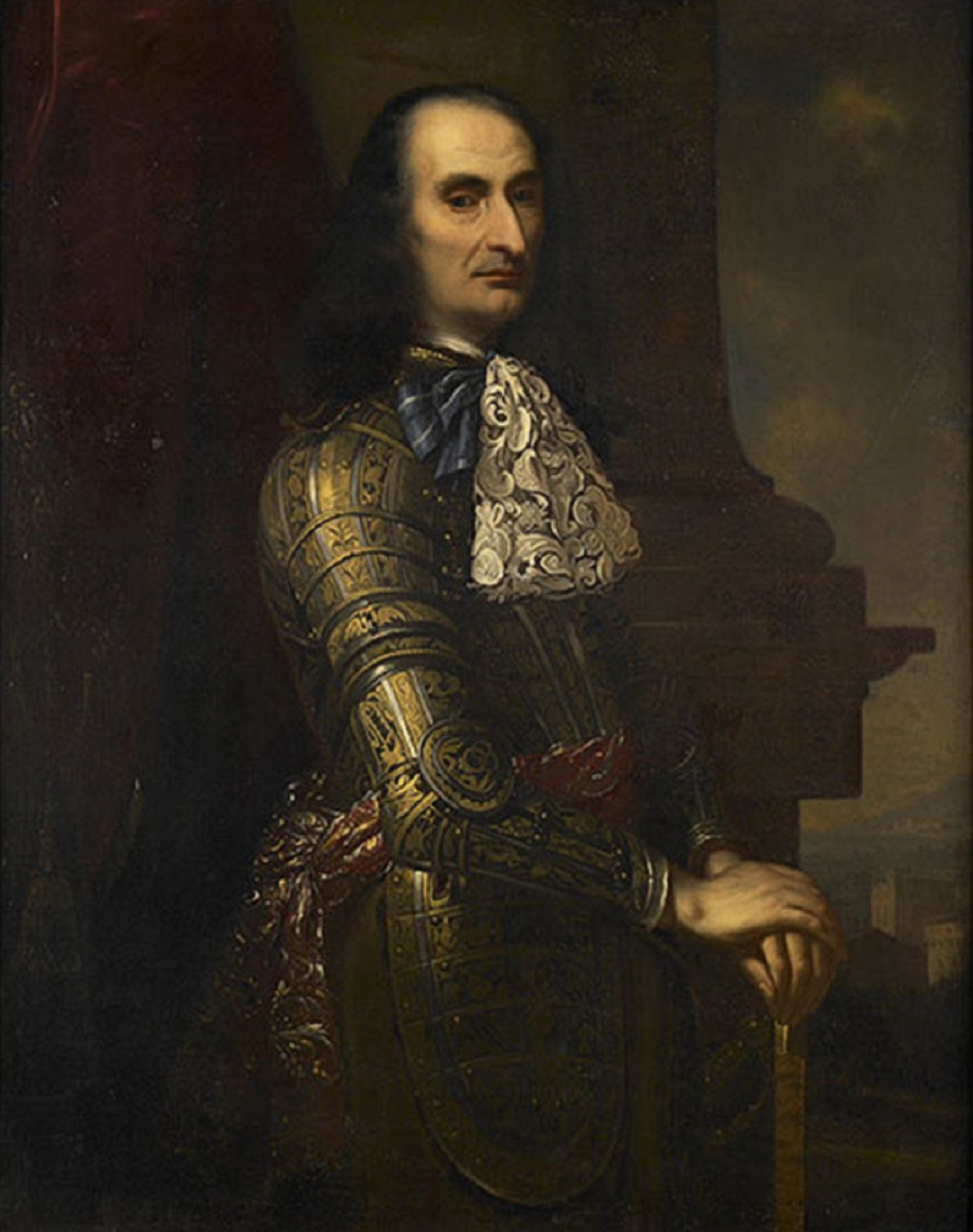
Vitaliano VI. Borromeo (1620–1690), portrét od Salomona Adlera
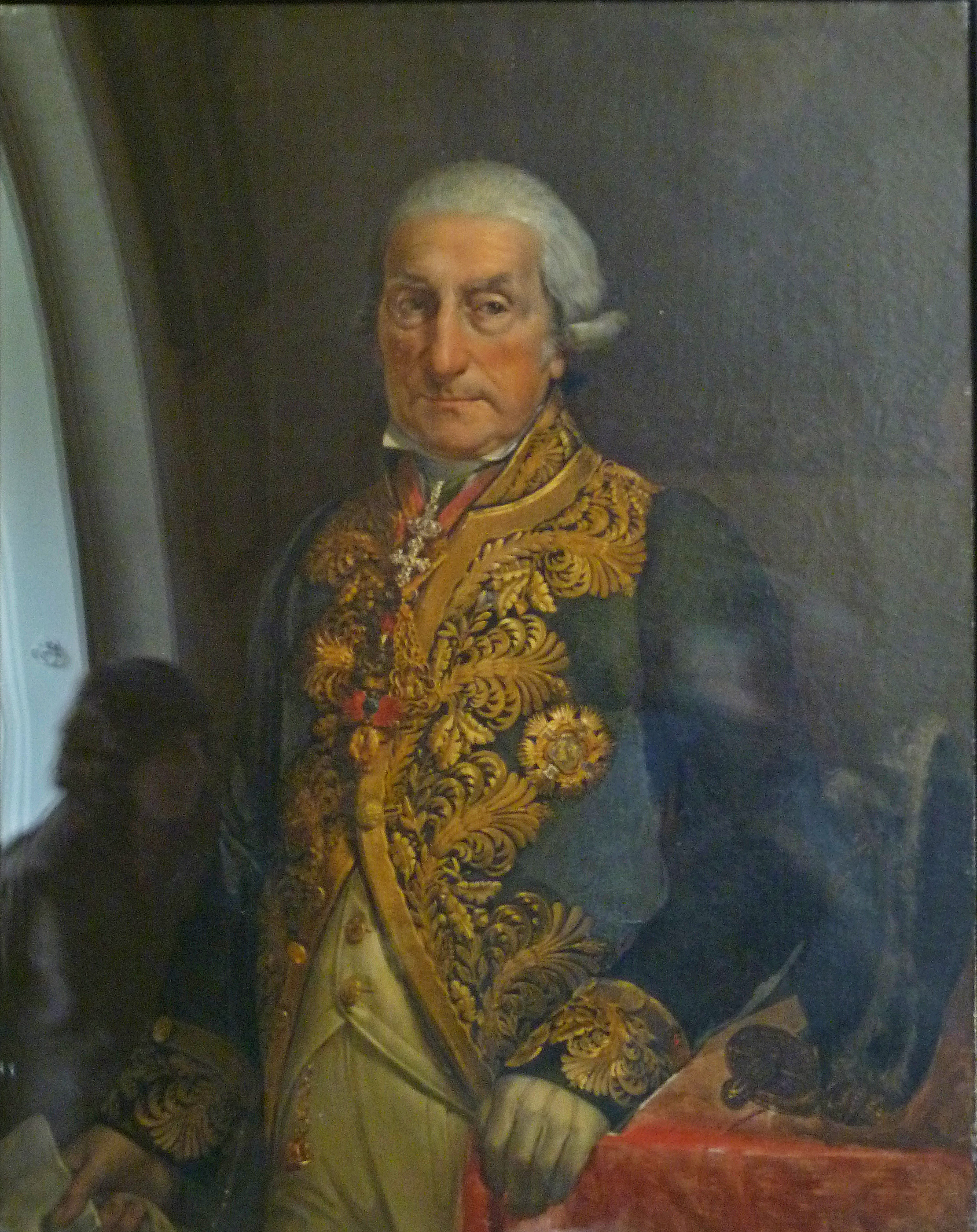
Giberto V. Borromeo Arrese (1751-1837), portrét od Giuseppe Molteniho